# The Premise
The Premise é uma série de antologia americana criada por B. J. Novak. Ela estreou no FX on Hulu em 16 de setembro de 2021.

## Sinopse
Cada episódio conta uma história conduzida por um único personagem sobre uma questão mundial atual.

## Episódios
| N.º | Título                        | Dirigido por  | Escrito por                    | Lançamento             | Cód. de produção |
| --- | ----------------------------- | ------------- | ------------------------------ | ---------------------- | ---------------- |
| 1 | "Social Justice Sex Tape"     | Kitao Sakurai | B. J. Novak e Josie Duffy Rice | 16 de setembro de 2021 | XPMV1003         |
| Elenco: Ben Platt, Ayo Edebiri, Tracee Ellis Ross, Jermaine Fowler                                              |                               |               |                                |                        |                  |
| 2 | "Moment of Silence"           | B. J. Novak   | B. J. Novak                    | 16 de setembro de 2021 | XPMV1002         |
| Elenco: Jon Bernthal, Boyd Holbrook, Beau Bridges, Amy Landecker                                                |                               |               |                                |                        |                  |
| 3 | "The Ballad of Jesse Wheeler" | B. J. Novak   | B. J. Novak                    | 23 de setembro de 2021 | XPMV1001         |
| Elenco: Lucas Hedges, Kaitlyn Dever, O'Shea Jackson Jr., George Wallace, Ed Asner, Brendan Scannell, Grace Song |                               |               |                                |                        |                  |
| 4 | "The Commenter"               | Darya Zhuk    | Jia Tolentino e B. J. Novak    | 30 de setembro de 2021 | XPMV1004         |
| Elenco: Lola Kirke, Soko, Sylvia Grace Crim, Benjamin Clement                                                   |                               |               |                                |                        |                  |
| 5 | "Butt Plug"                   | Jake Schreier | B. J. Novak                    | 7 de outubro de 2021   | XPMV1005         |
| Elenco: Daniel Dae Kim, Eric Lange, Bryan Batt                                                                  |                               |               |                                |                        |                  |

## Produção
Em julho de 2019, a FX ordenou um pedido piloto de dois episódios para uma antologia criada por B. J. Novak e produzida pela FXP. Em maio de 2020, o FX escolheu a série. Lucas Hedges, Kaitlyn Dever, Jon Bernthal e Boyd Holbrook foram escalados para episódios piloto em 2019, enquanto Ben Platt, Tracee Ellis Ross e Daniel Dae Kim, entre outros, foram anunciados para estrelar a série em agosto de 2021. Durante a turnê de verão do Television Critics Association, Novak lançou luz sobre seus esforços para escalar Jack Nicholson para a série e explicou que eles haviam cancelado o episódio depois que não puderam escalá-lo. A música é de Emily Bear e Brooke Blair.

## Lançamento
A série estreou em 16 de setembro de 2021, no FX on Hulu, nos Estados Unidos. Internacionalmente, a série está disponível através do Disney+ no hub de streaming dedicado Star em mercados selecionados, enquanto o Disney+ Hotstar estreou a série na Índia em 17 de setembro de 2021. Na América Latina, a série estreia como original Star+.

## Recepção
O site agregador de resenhas Rotten Tomatoes relata um índice de aprovação de 41% com uma classificação média de 5,6/10, com base em 17 análises críticas. O consenso dos críticos do site diz: "Uma mistura de boas intenções que acaba falhando, as tentativas de The Premise de lidar com questões sociais complexas não são engraçadas o suficiente para funcionar como sátira, mas carecem do peso dramático necessário para satisfazer o melodrama." O Metacritic deu à série uma pontuação média ponderada de 53 de 100 com base em 14 análises críticas, indicando "análises mistas ou médias".